# 佛羅倫薩—羅馬高速鐵路
羅馬－佛羅倫斯高速鐵路（義大利語：ferrovia direttissima Firenze-Roma）是意大利一條重要的高速鐵路路線。它以羅馬－佛羅倫斯最直接的鐵路為人熟悉。此線是全歐洲首條高速鐵路專用路線，於1977年2月24日首階段通車，全線為1992年5月26日投入服務，將來往兩地時間縮短至1小時20分鐘。
路線現時正被改造以符合新的Linea Alta Velocità/Alta Capacità（高速/高容量線路，AV-AC）標準。此線亦為歐盟泛歐洲高鐵路網1號走廊中的一部分。